# Val Tolosa
 (2016).
Val Tolosa (anciennement « Portes de Gascogne ») est un ancien projet de centre commercial et de loisirs, situé à Plaisance-du-Touch, dans la banlieue ouest de Toulouse.

## Présentation
Le projet de centre commercial Val Tolosa se situe à l'ouest de Toulouse sur la commune de Plaisance-du-Touch.
Sur 44 ha de terres agricoles, le projet prévoit 90 000 m2 de surface bâtie, dont 61 000 m2 pour un hypermarché et 160 surfaces commerciales. Le projet prévoit aussi un espace de restauration au bord d’un lac (à créer) de 1,8 hectare, l’aménagement de 9 hectares d’espaces verts, et la plantation de 2 000 arbres sur le plateau de la Menude.
Selon le promoteur, Val Tolosa se positionne comme un centre pensé pour répondre aux critères de qualité d'un développement durable, en dépit de l'imperméabilisation de 6 ha de terres agricoles pour les seuls commerces et la destruction de plus de 2 ha de bois.

## Architecture
Le cabinet d’architecture chargé du projet est le cabinet toulousain Taillandier Architectes & Associés,.
Le projet répond à un haut niveau d’exigence environnementale et respectera, en phase conception, les critères de certification environnementale «BREEAM Very Good».

## Historique
Le projet est initié en 2005, avec la création d’une zone d'aménagement concerté (ZAC) appelée Les Portes de Gascogne située sur le plateau de la Menude. L'enquête publique menée en 2008 donne lieu à un avis favorable du commissaire enquêteur et le permis de construire est accordé en 2009. Selon le promoteur, le démarrage du chantier est prévu pour le second semestre 2013 et l’ouverture en 2016. Ce permis de construire a fait l’objet de recours devant le tribunal administratif de Toulouse.
Le 24 octobre 2013, dans le cadre de l'examen du recours contre le permis de construire, le rapporteur public rend un avis qui rejette l'ensemble des arguments des opposants, notamment l'insuffisance des études d'impact sur la faune et la flore et l'incertitude sur les accès routiers. Le 28 novembre 2013, le Tribunal Administratif de Toulouse rejette les recours déposés par les opposants au projet contre le  permis de construire ,.
Cette décision du Tribunal Administratif de Toulouse fait l’objet d’un appel en cour administrative d’appel de Bordeaux.
Dans l'intervalle, Pôle emploi et le promoteur Unibail-Rodamco ont signé le 26 février 2013 un partenariat emploi visant à favoriser l’embauche des demandeurs d’emploi de la région Midi-Pyrénées notamment sur le chantier de construction du centre. Selon Olivier Bossard, la construction du site de Val Tolosa engendre 3 000 emplois directs et indirects, et 2 000 autres embauches sont prévues pour animer l’activité commerciale du centre,,.
Début 2016 un accord sur la construction du centre commercial Val Tolosa est trouvé.
Le 14 juin 2016, la cour d'appel de Bordeaux annule le permis de construire du 10 septembre 2009, ainsi que le permis modificatif du 8 juin 2010 concernant le centre commercial Val Tolosa.
Après l’annulation du permis de construire en appel en juin 2016 et l’annulation de l’autorisation du cinéma multiplexe, en mai 2017, c'est l’annulation de l’autorisation de destruction d’espèces protégées et de leur habitat qui est confirmée en appel par la cour administrative d’appel de Bordeaux le 13 juillet 2017 (une dérogation pour destruction d’espèces naturelles avait été délivrée le 29 août 2013 par le préfet de Haute-Garonne). La Cour a confirmé également que l’intérêt économique et social du projet n’était pas sérieusement démontré.
En mai 2022, la cour administrative d'appel de Toulouse rejette à son tour le permis de construire.
Depuis ces annulations, le chantier n'ayant jamais réellement débuté, les terrains sont abandonnés et forment un terrain vague de grande taille où sont abandonnés des quantités importantes de déchets. L'ancien tronçon de la route départementale 24 est quant à lui abandonné et ses accès ont été condamnés, mais n'a pas été démoli.
En 2023, le Conseil d'État annule définitivement le projet,.

## Accès et transports
Val Tolosa est situé à 25 à 30 minutes à l’ouest de Toulouse via la RN 124. L’accès au centre serait facilité par la construction de la nouvelle RD 924 par le Conseil général de la Haute-Garonne et l’implantation l’aménagement de deux grands ronds-points aux alentours portes du site de Val Tolosa.
Le 26 mai 2016, le collectif « Non à Val Tolosa » organise un rassemblement devant le Conseil départemental pour protester contre la cession des routes. De plus à peine ouverte, la déviation de Léguevin est déjà saturée sans le méga-centre.
Une navette électrique sera mise à disposition pour relier Val Tolosa et la gare de Colomiers et une nouvelle ligne de bus sera effective à l’ouverture.

## Opposition au projet
Selon les opposants à ce projet, Val Tolosa nuirait aux petits commerces et à l'emploi dans les villes alentour, et aggraverait les conditions de circulation automobile.
Le collectif « Non aux Portes de Gascogne » est créé en 2005
.
De nombreuses actions sont organisées au fil des années.
Selon le groupe, la décision d’accorder le permis de construire dénote un déficit démocratique, les riverains des différentes communes du plateau n’ayant pas été consultés. Le 9 novembre 2013, ces opposants ont manifesté à l'occasion d'une marche allant du plateau de la Ménude — où doit être édifié Val Tolosa — à la préfecture de Toulouse,,.
Le projet a été sélectionné par le journal le Monde, avec 24 autres, comme faisant partie des dossiers les plus emblématiques en France de "frondes contre des projets 'inutiles'"  
.
En avril 2016, le tribunal administratif de Toulouse annule l’arrêté préfectoral autorisant la destruction d’une centaine d’espèces protégées, ce qui bloque le projet Val Tolosa. Les associations France Nature Environnement et Nature Midi-Pyrénées, opposants depuis une décennie, dénoncent un projet « inutile et surdimensionné ».
Le 10 août 2016, le projet s'est vu attribuer un nouveau permis de construire.
Après l’annulation du permis de construire en appel en juin 2016 et l’annulation de l’autorisation du cinéma multiplexe, en mai 2017, c'est l’annulation de l’autorisation de destruction d’espèces protégées et de leur habitat qui vient d’être confirmée en appel par la cour administrative d’appel de Bordeaux le 13 juillet 2017 (une dérogation pour destruction d’espèces naturelles avait été délivrée le 29 août 2013 par le préfet de Haute-Garonne.) La Cour a confirmé également que l’intérêt économique et social du projet n’était pas sérieusement démontré.
C'est donc une troisième victoire consécutive pour les défenseurs et défenderesses de la nature, et des commerçants et riverains des villages autour et les plus de 30 000 personnes ayant signé la pétition.

## Pour le projet
L'association des partisans du projet, Oui à Val Tolosa, revendique plus de 800 adhérents.